# Kashag

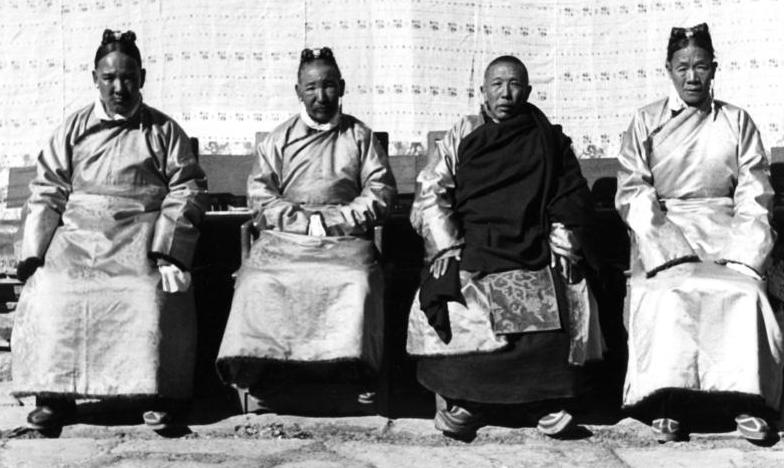
Os quatro Kalöns de Kashag em 1938-39

Os Kashag (em tibetano: བཀའ་ཤག ་; Wylie: bkaʼ-shag; pinyin tibetano: Gaxag; no dialeto de Lassa: AFI: /ˈkáɕaʔ/; chinês: 噶廈, pinyin: gáxià),  foi o conselho administrativo do Tibete durante o domínio da dinastia Qing e do período pós-Qing até 1950. Foi criado em, e definido pelo Imperador Qianlong em 1751 para o Ganden Phodrang na Portaria de 13 Artigos para um Governo Mais Eficiente do Tibete《酌定西藏善后章程十三条》. 
Naquele ano, o governo tibetano foi reorganizado após os tumultos em Lassa do ano anterior. A administração civil foi representada pelo Conselho (Kashag) depois que o cargo de Desi (ou Regente; ver: Sistema de governo dual tibetano) foi abolido pela corte imperial Qing. A corte imperial Qing queria que o 7º Dalai Lama detivesse o governo religioso e administrativo, ao mesmo tempo que fortalecia a posição dos Altos Comissários.

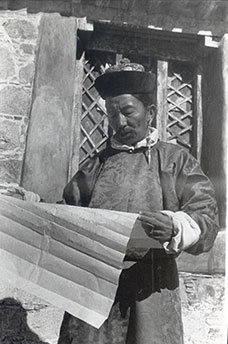
Norbu Dhondup em Lassa, Tibete em 1937 com o passaporte do governo tibetano (Kashag) ou Lamyig para a expedição britânica ao Monte Everest de 1938

Conforme especificado pela Portaria de 13 Artigos para um Governo Mais Eficiente do Tibete, Kashag era composto por três oficiais temporais e um oficial monge. Cada um deles tinha o título de Kalön (em tibetano: བཀའ་བློན་; Wylie: bkaʼ-blon; no dialeto de Lassa: AFI: /kálø ̃/; chinês: 噶倫, pinyin: gálún). A função do Conselho era decidir os assuntos do governo coletivamente e apresentar as opiniões ao gabinete do primeiro ministro. O primeiro ministro apresentou então essas opiniões ao Dalai Lama e, durante a Dinastia Qing, ao Amban, para uma decisão final. O privilégio de apresentar recomendações para a nomeação de funcionários executivos, governadores e comissários distritais deu ao Conselho muito poder.
Em 28 de março de 1959, Zhou Enlai, o primeiro-ministro da República Popular da China (RPC), anunciou formalmente a dissolução do Kashag.